# (77696) Patriciann
(77696) Patriciann (2001 OT2) – planetoida z pasa głównego asteroid okrążająca Słońce w ciągu 5,59 lat w średniej odległości 3,15 j.a. Odkryta 18 lipca 2001 roku.